# Gil Cordero (Cáceres)
Gil Cordero es uno de los personajes históricos de Cáceres más conocidos.
Vivió durante el siglo XIV cuidando ganado y fue el personaje al que se le apareció la Virgen de Guadalupe en la Sierra de las Villuercas.

## Biografía
Gil Cordero es también conocido como Gil Santamaría de Albornoz. A pesar de ser la persona a la que se le apareció la Virgen de Guadalupe, con la posterior importancia que adquirió tal advocación, se saben muy pocos datos sobre su vida anterior a tal acontecimientos. Era natural de la ciudad de Cáceres, donde su casa en la calle Caleros fue transformada con posterioridad en la actual Ermita del Vaquero, bajo la advocación de Santa Maria de Guadalupe. En la actualidad, la Cofradía de Nuestra Señora de Guadalupe del Vaquero se encarga del culto a la Virgen de Guadalupe en la capital cacereña.
En Guadalupe se conserva la que según la tradición popular fue su vivienda hasta su muerte tras el descubrimiento de la Virgen. Yace enterrado en la basílica del Real Monasterio de Nuestra Señora de Guadalupe.

## Leyenda sobre el origen de la imagen de Guadalupe
Según la leyenda, la Virgen se apareció Gil Cordero junto al castillo de Alía y le dijo que existía una escultura de ella junto al río Guadalupe. Gil Cordero se encontraba cerca de ese río Guadalupe cuando se le perdió una vaca. Posteriormente, la encontró muerta. Fue a desollarla para aprovechar su piel y antes, como era costumbre, le hizo una señal en forma de cruz en el vientre. Entonces, la vaca resucitó y se levantó. Entonces Cordero se preguntó si ese sería el lugar indicado por la Virgen que se le apareció junto al castillo de Alía. Excavó y, a un metro de profundidad, encontró la caja con la Virgen en su interior. Agolpó piedras e hizo una cabaña, donde depositó a la Virgen. Posteriormente, fue a la iglesia de Cáceres, donde informó al clérigo de mayor responsabilidad de su hallazgo y del deseo de la Virgen de recibir culto en ese lugar. No obstante, el clérigo no le creyó. Posteriormente, llegó a su casa y encontró a su hijo muerto y rezó para que la Virgen lo devolviese a la vida y, de esta forma, todos creyeran en su historia milagrosa. Cuando los clérigos se dispusieron a oficiar el entierro el hijo volvió a la vida, se levantó y dijo que una mujer le había ayudado a levantarse. Entonces los clérigos creyeron y fueron juntos, con gente de la ciudad, en peregrinación a aquel sitio. Cuando descubrieron la cabaña, acordaron construir una ermita.
Según la leyenda, Alfonso XI se encontró por primera vez con esta ermita en 1330, cuando se encontraba de cacería. Alfonso XI se encomendó a la Virgen de la Guadalupe en la batalla del Salado de 1340, resultando victorioso. Por este hecho, decidió reformar la iglesia, añadirle edificios adyacentes y hacer un albergue para los peregrinos.

## Reconocimientos
Existen varias teorías sobre la fallida canonización de Gil Cordero. La más difundida hace referencia a los orígenes judeoconversos de los antepasados del pastor, motivo por el cual su proceso de canonización no se inició.
En la ciudad de Cáceres una de sus principales avenidas lleva su nombre.